# Nagyút
Nagyút là một thị trấn thuộc hạt Heves, Hungary. Thị trấn này có diện tích 18,94 km², dân số năm 2010 là 695 người, mật độ 37 người/km².